# Pastviny u Srní
Pastviny u Srní jsou přírodní památka na rozhraní Krušných a Doupovských hor. Chráněné území se nachází ve správním území obce Stráž nad Ohří v okrese Karlovy Vary, jižně od vesnice Srní. Vyhlášeno bylo k ochraně krajinářsky hodnotné mozaiky mezí, teras a lučních stanovišť s výskytem vzácných druhů rostlin, mezi které patří zejména prstnatec bezový.

## Historie
Krajina mezi Srním a Pekelskou skálou byla dlouhodobě využívána k pastvě dobytka nebo jako pole. Svažitý terén byl zpřístupněn soustavou teras a mezí. Poměr nelesní a lesní vegetace se od padesátých let dvacátého století změnil jen málo, a to zejména v nižších partiích, kde dochází ke znatelnějšímu zarůstání pastvin. Chráněné území vyhlásil v kategorii přírodní památka Krajský úřad Karlovarského kraje s účinností od 20. prosince 2016.

## Přírodní poměry
Chráněné území s rozlohou 43,3151 hektaru leží v nadmořské výšce 555–735 metrů. Větší část se nachází v katastrálním území Srní u Boče, ale jižní cíp zasahuje do katastrálního území Peklo. Celé území se překrývá s evropsky významnou lokalitou Doupovské hory a většina také se stejnojmennou ptačí oblastí.

### Abiotické poměry
V geologickém podloží Pastvin u Srní se vyskytují metamorfované horniny svor a pararula s obsahem muskovitu a biotitu. V menší míře se objevuje také silimanit-biotitická rula nebo vulkanický lamprofyr. Většina přírodní památky se nachází Krušných horách, konkrétně v jejich podcelku Klínovecká hornatina a okrsku Jáchymovská hornatina. Pouze malá část severozápadně od Pekelské skály zasahuje do okrsku Jehličenská hornatina v Doupovských horách. Území se svažuje směrem k východu a celkové převýšení dosahuje asi 160 metrů. Území odvodňují dva drobné potoky, které stékají Mufloní roklí do Bočského potoka, který se vzápětí vlévá do Ohře.
V rámci Quittovy klasifikace podnebí se přírodní památka nachází v mírně teplé oblasti MT7, pro kterou jsou typické teploty −2 až −3 °C v lednu a 16 až 17 °C v červenci. Celkový úhrn srážek dosahuje 650–750 milimetrů. Letních dnů bývá třicet až čtyřicet, zatímco mrazových dnů 110–130. Sníh zde leží šedesát až osmdesát dnů v roce.

### Flóra
Většinu území tvoří trvalé travní porosty (28 hektarů), dále lesní pozemky (6,7 hektaru) a ostatní plochy. Z toho asi dvacet procent rozlohy činí ekosystémy podhorských až horských smilkových trávníků bez jalovce, patnáct procent připadá na mezofilní ovsíkové louky a pět procent na acidofilní bučiny.
Z ohrožených a zvláště chráněných druhů je významný výskyt prstnatce bezového (Dactylorhiza sambucina), jehož početnost na jediné ploše výskytu dosahuje stovek jedinců. V Karlovarském kraji zde vytváří jednu z nejpočetnějších populací. V počtu desítek kusů byl zaznamenán také prstnatec májový (Dactylorhiza majalis) a na vlhké pcháčové louce v jihojihozápadní části přírodní památky roste škarda měkká čertkusolistá (Crepis mollis subsp. hieracioides). Z dalších druhů se vzácně až ojediněle vyskytuje vratička měsíční (Botrychium lunaria), prha arnika (Arnica montana), pcháč bělohlavý (Cirsium eriophorum), koprník štětinolistý (Meum athamanticum), kozlík dvoudomý (Valeriana dioica) a upolín nejvyšší (Trollius altissimus).

### Fauna
Podle nálezové databáze Agentury ochrany přírody a krajiny ČR byli na lokalitě v letech 2001–2014 zaznamenáni kriticky ohrožení živočichové zmije obecná (Vipera berus), užovka stromová (Zamenis longissimus) a strnad luční (Emberiza calandra). Z plazů se na pastvinách dále vyskytuje slepýš křehký (Anguis fragilis), ještěrka obecná (Lacerta agilis) a ještěrka živorodá (Zootoca vivipara). Z ptáků byl pozorován včelojed lesní (Pernis apivorus) a z obojživelníků ropucha obecná (Bufo bufo).